# Дюмпельфельд
Дюмпельфельд (нім. Dümpelfeld) — громада в Німеччині, розташована в землі Рейнланд-Пфальц. Входить до складу району Арвайлер. Складова частина об'єднання громад Аденау.
Площа — 11,86 км2. Населення становить 582 ос. (станом на 31 грудня 2020).